# Имбречи (Козенца)
Имбречи је насеље у Италији у округу Козенца, региону Калабрија.
Према процени из 2011. у насељу је живело 19 становника. Насеље се налази на надморској висини од 93 м.